# Piszkos Harry
A Piszkos Harry (Dirty Harry) 1971-es amerikai film, amit Don Siegel rendezett. Ez a film a  Piszkos Harry-sorozat első része. Clint Eastwood játssza Harry Callahant, a San Franciscó-i rendőrt, aki időnként a törvény betűjével ellentétesen, de mindig igazságérzetének megfelelően cselekszik.
Ezért hívnak „Piszkos Harry”-nek. Mert mindig én végzem el a piszkos munkát!

## Történet
|  | Alább a cselekmény részletei következnek! |

San Franciscóban a „Piszkos Harry”-nek nevezett Harry Callahan felügyelő cinikus, magányos farkas, akinek a bűnözők megállítására alkalmazott módszerei többnyire a törvényesség határát súrolják.
A magát „Skorpió”-nak nevező pszichopata gyilkos távcsöves puskával megöl valakit, majd 100 000 dollárt követel a várostól azért, hogy ne gyilkoljon tovább. A polgármester hajlandó lenne fizetni, de nem tudja időben összeszedni a pénzt, ami 200 000 dollárra emelkedik.
Tárgyi bizonyíték hiánya miatt szabadlábra kell helyezni a „feltételezett” gyilkost (a nézők látják, hogy ő volt a tettes), aki az embereket San Franciscóban válogatás nélkül halomra öli. Még arra is képes, hogy pénzért látványosan összevereti magát annyira, hogy emiatt kórházba kerül, és a veréssel Callahant vádolja meg, akitől elveszik az ügyet.
A tettes elrabol egy 14 éves lányt és újból 200 000 dollárt követel. Harry Callahan figyelmezteti a polgármestert, hogy a lány valószínűleg már nem él, ő azonban nem hallgat rá. Harrynak kell egy nagy sárga sporttáskában átadnia a pénzt. A tettes „játszani” akar, ezért a város különböző helyszíneire küldi, ahol utcai telefonfülkékben újabb utasításokat kap. Végül egy parkban egy hatalmas kereszthez kell mennie, ahol a tettes megjelenik piros símaszkban, egy automata fegyverrel. Harrynak el kell dobnia a fegyverét, majd az emberrabló alaposan összerugdossa (emiatt két bordája eltörik). Végül bejelenti, hogy le fogja lőni, Harrynek ekkor sikerül a zoknijába rejtett késsel az emberrabló combjába szúrnia, aki nehezen, de elmenekül. A pénzt menekülés közben elhagyja, ezt a rendőrség megtalálja.
Amikor a gyilkos újra lecsap, „Piszkos Harry” szolgálati megbízás nélkül számol le vele.
Tudom, mire gondolsz. Hogy hatot lőttem-e, vagy csak ötöt? Őszintén bevallom, ebben a zűrzavarban én sem számoltam. De öcsém, ha ebben a 44-es Magnumban maradt még egy töltény, az leszakítja a fejedet. Tedd fel magadnak a shakespeare-i kérdést: »lenni vagy nem lenni?«
Az idézet kétszer is elhangzik a filmben (az első esetben egy bankrablás egyik tettesének teszi fel). Valójában Harry mindkét esetben tisztában van vele, hogy a fegyverében van-e még lőszer vagy nincs (az első esetben nem volt, a másodikban igen). A bankrabló nem nyúl a fegyvere után, a pszichopata gyilkos azonban igen.

## Szereplők
| Szerep                            | Színész         | Magyar hang     |
| --------------------------------- | --------------- | --------------- |
| Harry Callahan felügyelő          | Clint Eastwood  | Koroknay Géza   |
| Skorpió                           | Andrew Robinson | Fekete Zoltán   |
| Al Bressler hadnagy               | Harry Guardino  | Papp János      |
| Chico Gonzalez felügyelő          | Reni Santoni    | Téri Sándor     |
| A polgármester                    | John Vernon     | Szokolay Ottó   |
| Rendőrfőnök                       | John Larch      | Makay Sándor    |
| Frank DiGiorgio felügyelő         | John Mitchum    | Kardos Gábor    |
| Norma                             | Lyn Edgington   | Balázs Ági      |
| Buszsofőr                         | Ruth Kobart     | Halász Aranka   |
| William T. Rothko kerületi ügyész | Josef Sommer    | Várkonyi András |

## A film hatásai

Clint Eastwood Piszkos Harry szerepében az egyik bankrabló elfogásakor

Clint Eastwood ikonikus ábrázolása a filmben új stílust teremtett a zsarufilmek történetében, köszönhetően Harry Callahan karakterének, aki egy szokatlan, cinikus detektív. A film továbbá jellemezte az USA-ban lévő erőszakot és bűnt. A jegypénztáraknál sikeres volt a produkció, ez 4 folytatást eredményezett.
Harry Callahan karaktere népszerűsítette azt a bizonyos 44-es Magnumot, amit ő használt a bűnözők leterítésére. A film növelte a kézifegyver eladását és még napjainkban is, több évvel a film után népszerű fegyvertípus.
Egy olyan zsaru, akit az igazság jobban érdekel, mint a szabályok, sok más filmben is szerepet kapott. Az egyik ilyen az olasz keményfiú rendőr filmek, amik a '70-es években voltak népszerűek és kritikusan is dicsérték őket mind Európában, mind az Egyesült Államokban.
Bár Callahan felügyelő karakterét vitathatatlanul Eastwood-ra öntötték, először mégsem őt akarták a szerepre. Eredetileg Frank Sinatra lett volna a főszereplő, de az énekes tíz évvel korábban törte el a csuklóját és elutasította a szerepet, mivel nem tudta rendesen kezelni a .44-es Magnumot. Ezután John Wayne-re gondoltak, de végül nem kérték fel rá a kora miatt. Eastwoodnak csak akkor ajánlották fel a szerepet, amikor Steve McQueen és Paul Newman nem akarta elvállalni a szerepet és segítségül Eastwoodot ajánlották a producerek figyelmébe.
A film eredetileg a Washingtoni Seattle-ben játszódott volna, de Eastwood kikötései közül az egyik az volt, hogy a film San Franciscóban játszódjon, mivel az a szülővárosa.
Skorpió, a film gonosztevőjének karaktere egy valódi bűnöző, a Zodiákus gyilkos történetén alapult, aki annak idején követett el bűncselekményeket San Franciscóban. A gyilkost sosem fogták el. A film egy későbbi regényváltozatában a Skorpió Charles Davis néven szerepelt, aki megszökött egy kanadai elmegyógyintézetből. A Skorpió szerepét először Audie Murphy-nek ajánlották fel, de ő meghalt egy repülőgépkatasztrófában, mielőtt elfogadhatta volna a szerepet. Végül az akkor még ismeretlen Andy Robinson játszotta el. Robinson játéka annyira meghatározó volt, hogy miután elkezdték vetíteni a filmet, halálos fenyegetéseket kapott. A valóságban egy olyan ember, aki megveti a fegyvereket. Az első lövöldözéses jelenetek felvételekor nem is tudott rendesen tüzelni és ezért megkérték Don Siegelt, hogy küldje el Robinsont egy iskolába, ahol meg tud tanulni rendesen lőni. Bár ez segített rajta, de a filmben látható, hogy célzás közben pislog, amikor lő.
Ha egy meztelen pasi üldöz egy nőt álló karóval, késsel a kezében, gondolom nem az időjárásról akar vele beszélgetni.

## Érdekességek
- A forgatókönyv korábbi vázlatának az volt a címe: Dead Right
- A film első jelenetében egy emlékművet láthatunk, ami a Hall of Justice nevű helyen van, San Franciscóban.
- Callahan jelvényszáma 2211, a diszpécser hívószáma pedig Felügyelő 71.
- Eastwood maga rendezte azt a jelenetet, amikor Callahan egy öngyilkos embert akar megfékezni, aki le akar ugrani egy ház tetejéről.
- A filmben összesen 7 ember hal meg (négyet Skorpió öl meg, hármat pedig Harry).
- Az első és a negyedik filmben elhangzott idézeteket (Most felteheted magadnak a kérdést…; Hadd legyen jó napom…) minden idők 51-ig legjobb filmidézetként szavazták meg az "American Film Insitute"-on.
- A Fülöp-szigeteki rendőrség tréningfilmként használja a filmet.
- A Skorpiót játszó Andy Robinson ezután sok más filmes produkcióban szerepelt, a legismertebb ezek közül talán a Star Trek: Deep Space Nine sorozat, ahol a sorozat egyik állandó szereplőjét, Elim Garakot alakította.